# 雛祭り

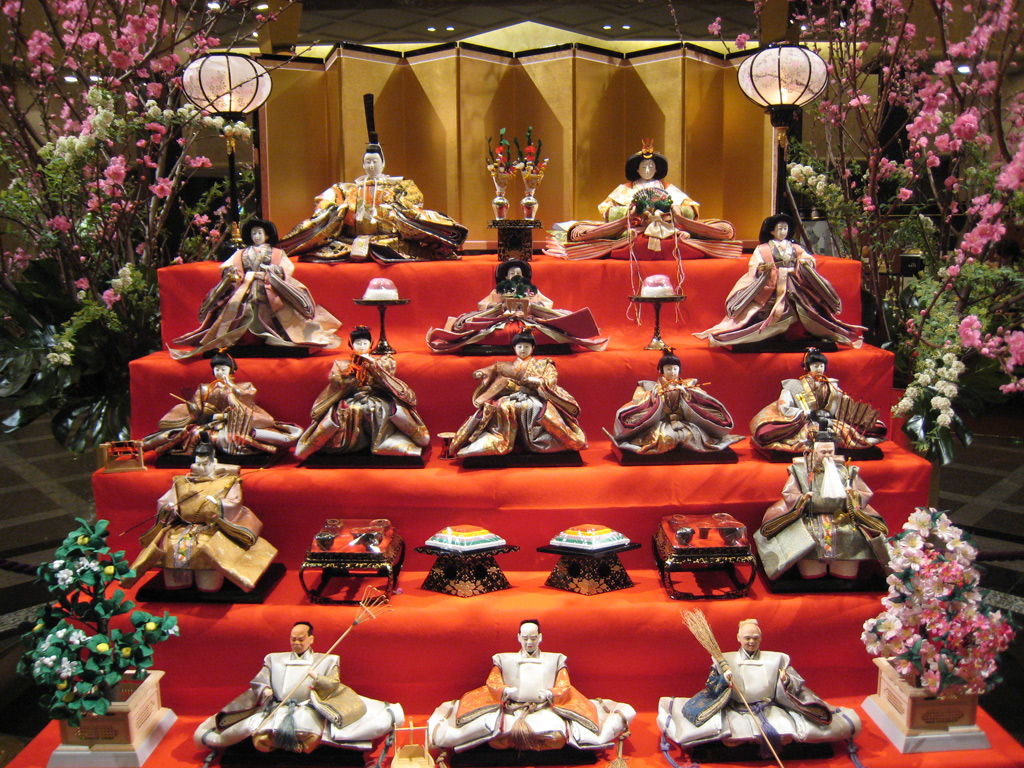
雛飾り

雛祭り（ひなまつり）は、日本において3月3日に行われる行事で、女児の幸福を祈るために行われ、雛飾り、白酒、菱餅、桃の花などを飾る。
3月3日は五節句の一つ上巳の節句（じょうしのせっく、じょうみのせっく）にあたり、桃の節句（もものせっく）、雛の節句（ひなのせっく）とも呼ばれる。
なお、「上巳の節句」という名称は中国由来の上巳（3月最初の巳の日）に行う行事が3月3日に固定し、桃の節句を指す様になった事による。

## 概要
本節では一般的な雛祭りについて記載する。特定地域での風習等は「様々な雛祭り」の節を参照されたい。また雛人形に関しては次節で詳細に記載するため割愛する。

### 時期
「桃の節句」は桃の花が咲く時期である旧暦の3月3日（新暦の4月頃）に行われていたが、明治以降は新暦の3月3日に行なうことが一般的になった。しかし新暦3月3日には桃は咲いておらず、桃の造花を用いる事が多い。
他の節句と同様、月遅れの新暦4月3日に行う地域もあり、月遅れで行う理由として春の農作業が忙しくなる3月3日を避ける意味がある。また和歌山県では2月末から上巳まで祀るなど、前倒しをする地域も存在する。
なお、武家社会の江戸時代には雛祭りなどの五節句を式日（しきじつ）としていたが、明治の王政復古により朝廷の祭祀を復興したのに伴い廃絶された。戦後祝日法が制定された際、端午の節句のみはこどもの日として祝日になったが、雛祭りなどそれ以外の節句は祝日にならなかった。

### 雛祭りの食べ物
地域にもよるが、以下のものが食べられる：
- 菱餅[1][8][9] ‐ 京都や大阪では初節句の際に関係者へ贈る慣わしがある[10]。
- 雛あられ ‐ ひな人形を外に持ち出して景色を見せる風習で、外出用の携帯食として作られた。日本の東西で味や作り方が異なる[8][9][11]。
- 白酒[1][8]：未成年は甘酒の事もある[8]。
- 桜餅[8]
- よもぎ餅 ‐ ヨモギの他に青海苔の粉である青粉を加えて緑色を引き立たせた物を菱餅に使用する[12]。
- あこや - 3月3日は川辺で禊をする日であったため、アコヤガイを模した雛菓子を食べるようになった[13][14]。
- いがまんじゅう - 愛知県岡崎市の三河周辺でひな祭りに食される[15]。
- 金華糖 - 金沢などでひな祭りに食される[15]。
- ちらし寿司[8][9]や手まり寿司[8]
- はまぐりのお吸い物[8][9]

- 菱餅
- 雛あられ
- 豊島屋の白酒
- 関東風桜餅（長命寺）
- 関西風桜餅（道明寺）

## 雛人形とその飾り方

### 雛人形

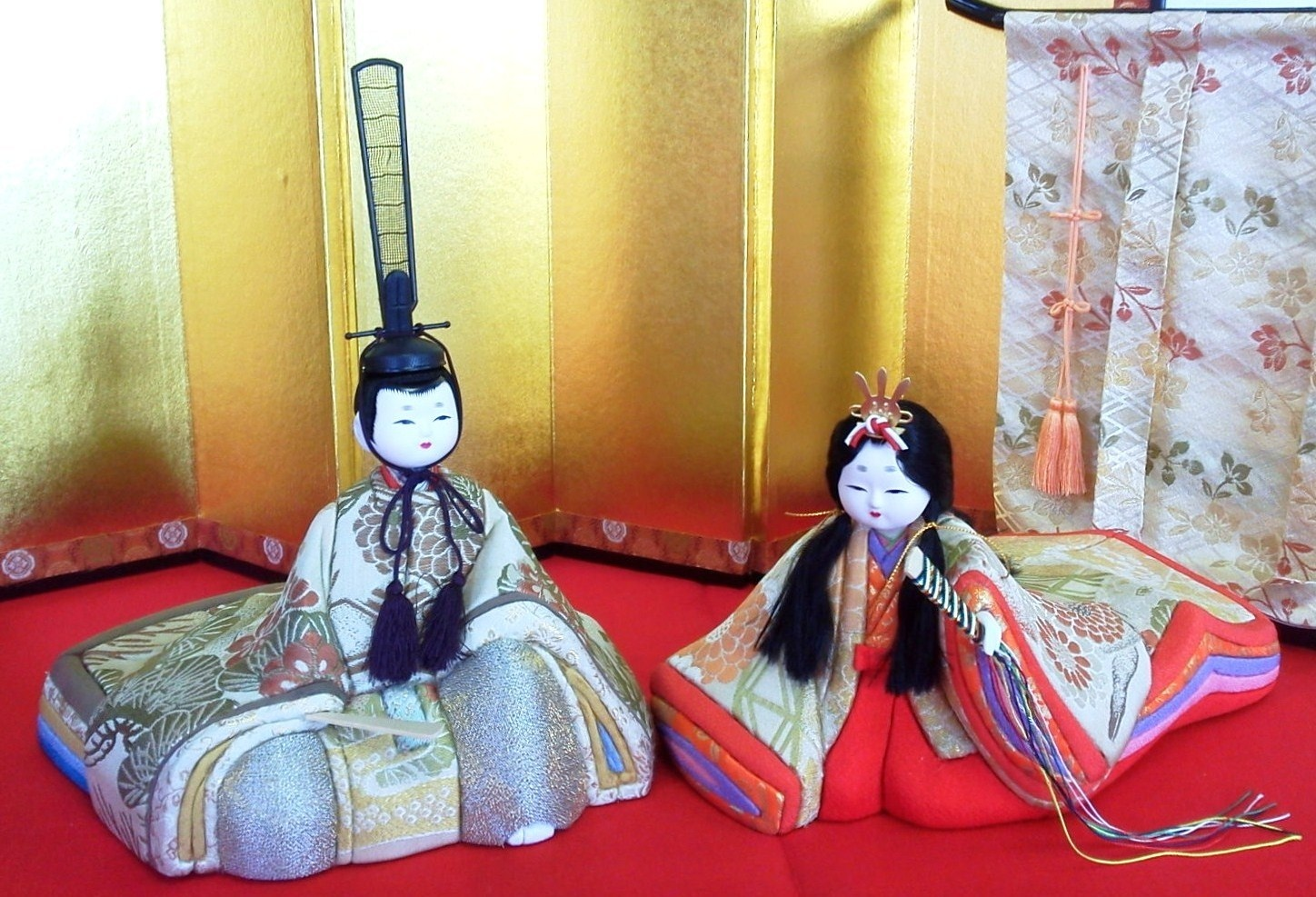
木目込みの雛人形

#### 概要
雛祭りには雛人形（ひなにんぎょう）という人形を飾る。多くは男雛と女雛の婚礼を模したもので、衣装や調度品は公家風である（詳細後述）。
雛人形には京都で製作される「京雛」と、関東で製作される「関東雛」があり、前者は「目はやや細め」、「京頭といわれる独特のおっとりした顔立ち」であり、後者は「頭ははっきりした目鼻立ち」である。
雛人形の飾り始めに関しては明確な規則は存在しない、一般的には節分の翌日（立春）から2月中旬頃までに飾るのが好ましいとされている。片付けをするのは雛祭りが終了してなるべく早くが望ましいとされるが、管理の観点からはカビの防止のため晴天日を待つのが適切とされる。雛祭りの終了後も雛人形を片付けないと「婚期が遅れる」とする俗説があるが、これは片付けに関するしつけとしての側面がある。
雛人形は古来から女子の嫁入り道具の一つとされたために、母方の実家から贈ることが一般的とされたが、現在では家庭により異なる。

#### 製法
雛人形は以下のようにして製作された人形である。固く重ねた藁を人形の胴体の形にカットし、和紙に木毛を巻いて腕や股を作り、胴体に針金を通してそこに手足を付ける。
衣装は和紙の型紙を生地に張って裁断し、それを縫い合わせる事で作成。
首は伝統的には「桐塑頭」で、これは木彫りの首に木の粉としょうふ糊を混ぜて練った桐塑や貝殻の粉を膠で溶いた胡粉などを塗って整形したものである。今日ではシリコンの型に石膏を流し込んで作った「石膏頭」も用いられる。

### 雛段飾り

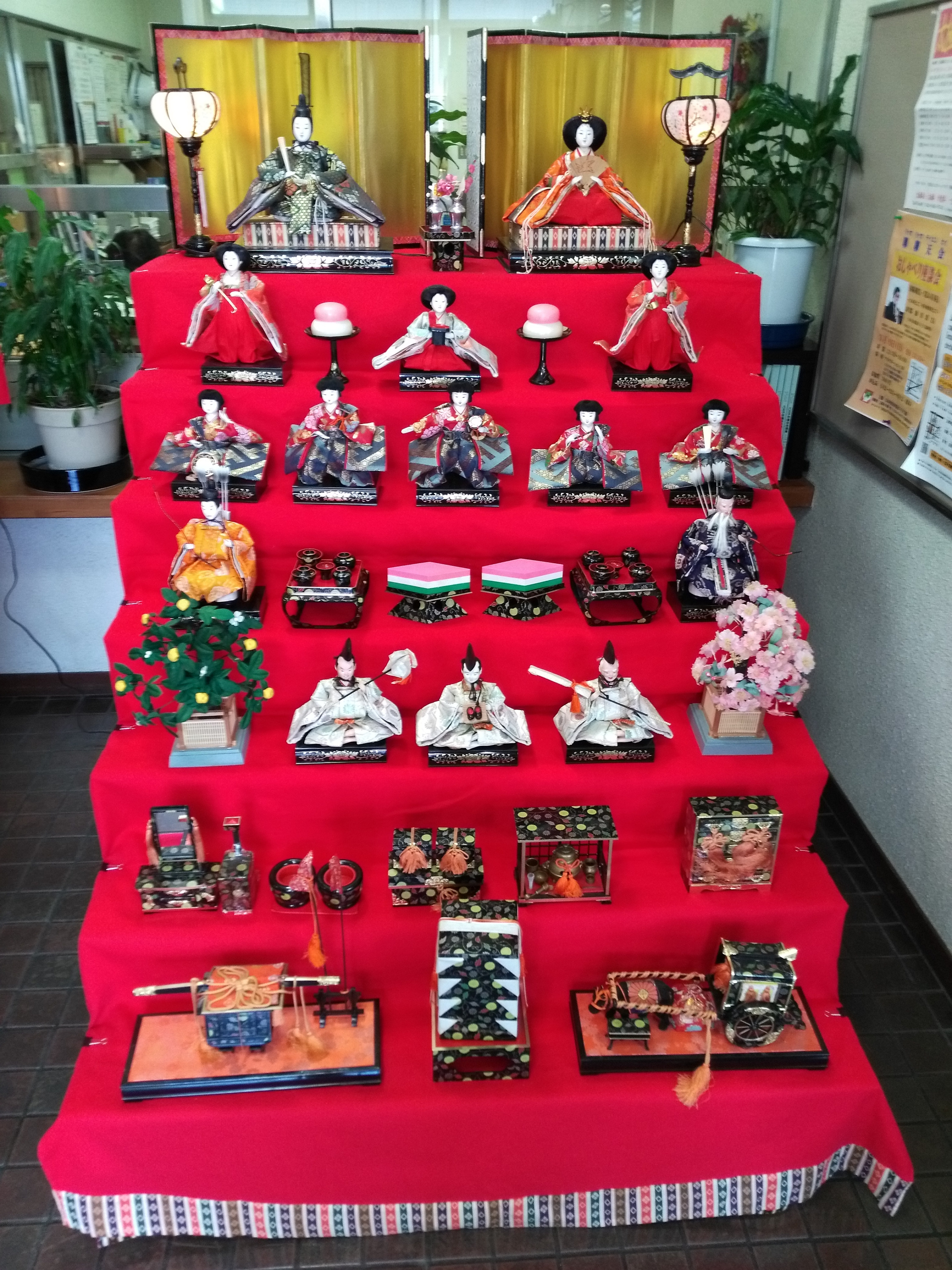
十五人揃い・七段飾りの雛人形

雛段飾りは男雛と女雛の婚礼を模したもので、衣装や調度品は公家風である。雛段飾りでは緋毛氈を敷き、その上に雛人形とともに、雛人形が使う道具類を模した飾り物（道具もしくは雛道具と呼ばれる）を飾る。
七段飾りが基本形で、「きまりもの」十五人揃いでは上から順に内裏雛（男雛と女雛の2人）、官女（3人）、五人囃子（5人）、随身（2人）、仕丁もしくは衛士（3人）を並べ、その下の6段目、7段目にそれぞれ嫁入道具揃（よめいりどうぐぞろい）、御輿入れ道具（おこしいれどうぐ）を置く。
よりコンパクトな三段飾り、五段飾りもあり、三段飾りは内裏雛、官女、嫁入道具揃からなり、五段飾りは内裏雛、官女、五人囃子、随身、御輿入れ道具からなる。なお、段数が三、五、七といずれも奇数なのは祝い事には奇数がよいとされているためである。
男雛と女雛を一段だけで飾るものは「親王飾り」と呼ばれる。
- 親王飾り
- 三段飾り

### 配置
以下、十五人揃い・七段飾りの場合に対して雛段飾りを説明する。

#### 最上段：内裏雛（だいりびな）

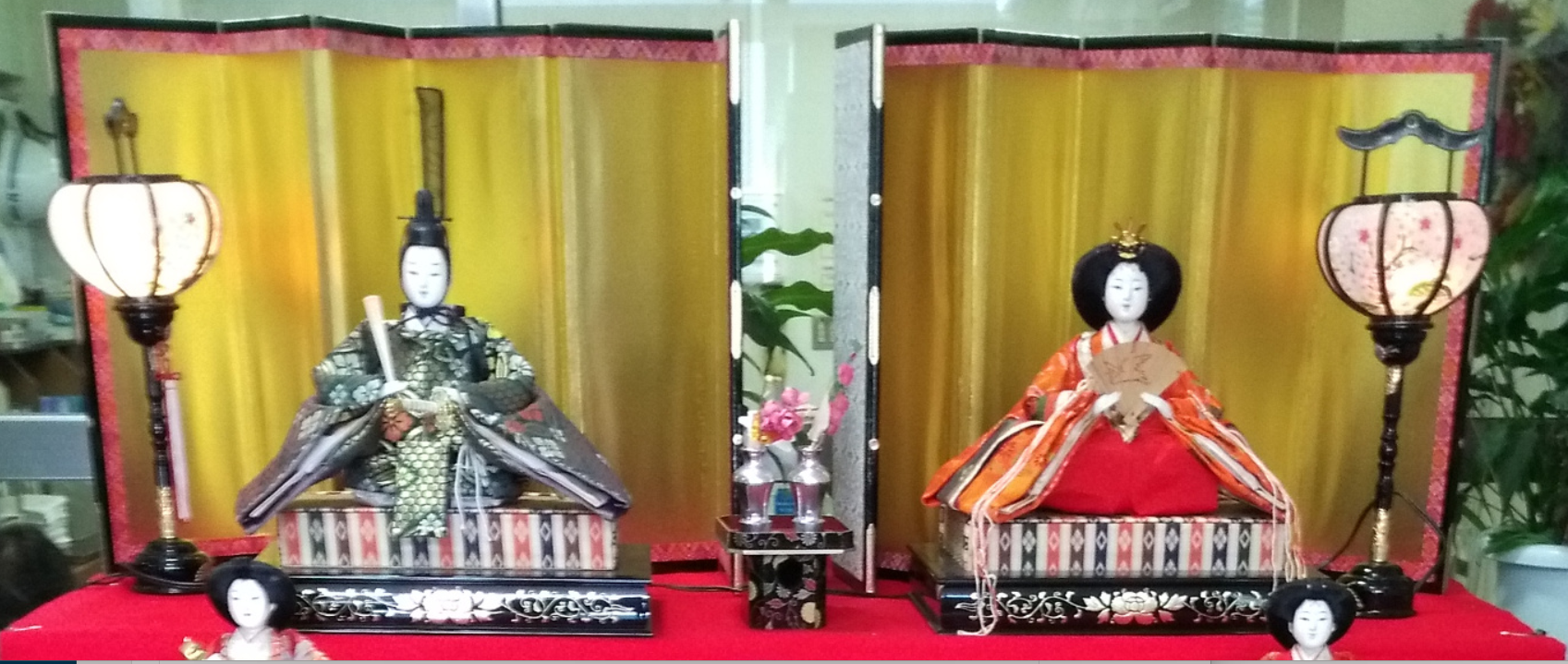
内裏雛

男雛（おびな）と女雛（めびな）の一対からなり、それぞれ天皇と皇后を模したものとされる。男雛、女雛は「殿」、「姫」とも呼ばれる。また童謡『うれしいひなまつり』では男雛、女雛をそれぞれ「お内裏様」、「お雛様」と呼ぶがこの呼称に関しては議論がある（詳細後述）。
配置
左を右より上位とする日本の伝統から、歴史的には左側（向かって右側）に天皇である男雛、右側に皇后である女雛を置き、現在でも関西ではこれに従う。
しかし、明治時代以降の皇室では西洋の影響から天皇・皇后の立ち位置が逆になり、昭和3年の昭和天皇即位の礼を機に東京の人形業界団体が男雛と女雛の配置をそれに合わせたので、関東では右に男雛、左に女雛を置く。
姿
男雛の衣装は公家の正装である衣冠束帯。頭に垂纓冠（または天皇のみが着用できる立纓冠）、右手に笏、左脇に太刀を身につける。
女雛の衣装は十二単で手に檜扇（ひおうぎ）を開いて持つ。髪型は大垂髪（おすべらかし）か古典下げ髪（別名：割毛）。古典下げ髪は平安時代に誕生した髪型で江戸時代・明治時代の女雛に使われていたが、作成に高度な技術を要する為、限られた人形のみに用いられる。
雛道具
内裏雛の後ろに金屏風を立て、両脇に雪洞（ぼんぼり）を起き、二人の間に「桃の花をさした瓶子（へいし）をのせた三方（さんぼう）飾り」を置く。
なお、親王飾りの場合は男雛、女雛を中心に、「屏風」「雪洞」「三宝菱台」「桜橘」を飾る。

#### 2段目：官女（かんじょ）

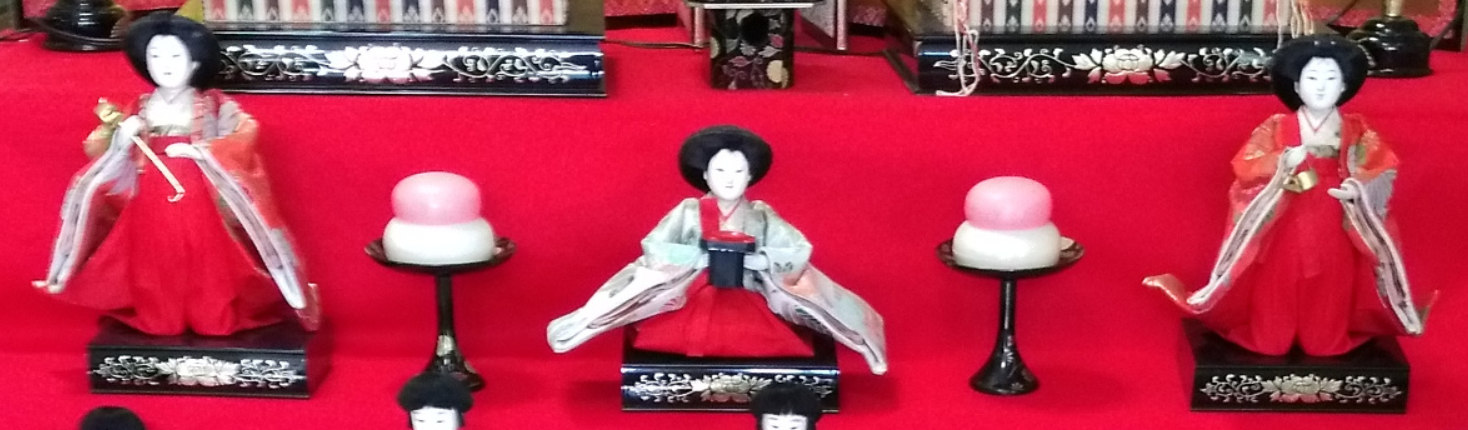
官女

宮中に奉仕する女官をあらわす。江戸後期に出現。通常は最少人数の３人で「三人官女」と呼ばれるが、５人、７人、９人の事もある。
配置
３人の場合、人形は「左手の指が伸びているのが向かって左側、左手の指が物を掴むように曲がっているものが向かって右側」に置く。
姿
向かって右の人形から順に長柄調子(ながえのちょうし)、三方(さんぼう、関東で多い)、加銚子(くわえちょうし、提子（ひさげ）とも)を持たせる。関西では中央の人形は三方ではなく島台持ちの場合が多い。これらの小道具は男雛女雛の婚儀を表現したことを示す。
３人のうち一人（多くは中央の人形）は年長である事を表すため、眉剃り・お歯黒という既婚者の姿とするが多い。左右の人形に関しては衣装は「白地の小袖または振袖に緋色（ひいろ）の長袴を着用」する事が多い。
３人の立ち姿・座り姿には各種あるが、中央のみ座り姿のものが多い。
雛道具
高坏（たかつき）がある場合は各官女の間に飾り、桜餅や草餅など季節の和菓子を置く。

#### 3段目：五人囃子（ごにんばやし）

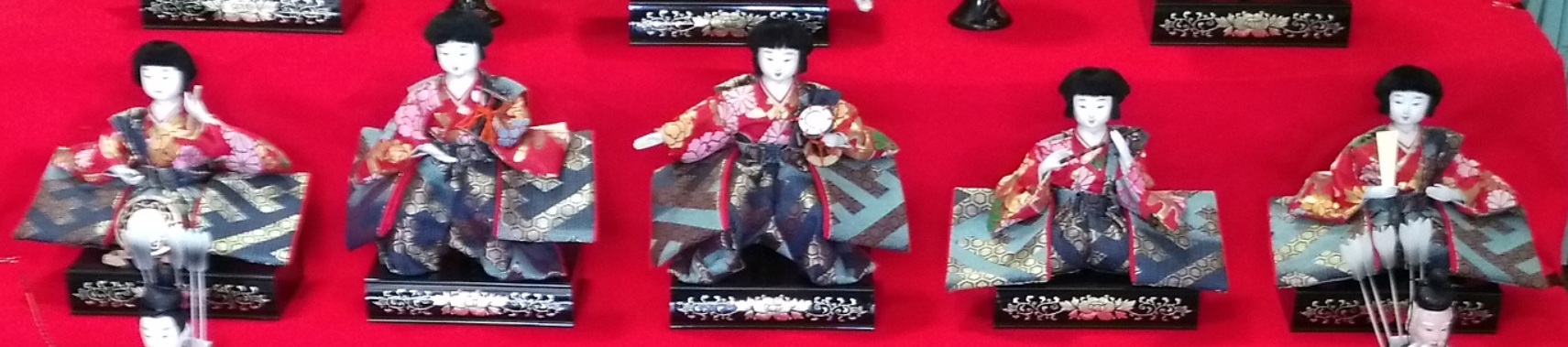
五人囃子。写真では大鼓と小鼓の配置を間違えて逆に置いている上、小鼓の持ち方も正しくない。

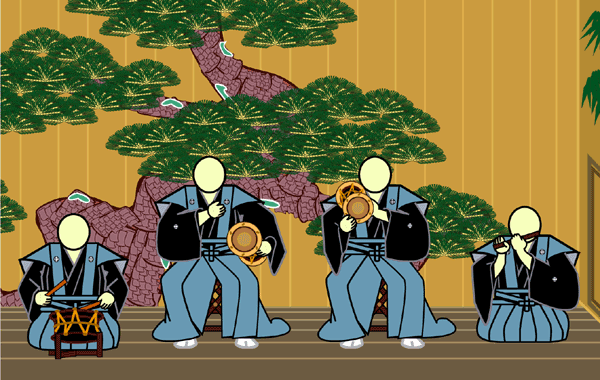
能の囃子方。地謡は向かってさらに右の地謡座に6～12人いる。

能の囃子方の四拍子（しびょうし）に地謡1人を加えた計5人からなる。官女、随身が京都形式なのに対し、五人囃子は天明の頃江戸で加えられたものである。公家を意識した雛段飾りの中で、五人囃子は武家の式楽たる能を模している。
配置
能と同じく、向かって右から謡（うたい・扇を持っている）、笛（ふえ）、小鼓（こつづみ）、大鼓（おおつづみ）、太鼓（たいこ）の順である。
姿
五人囃子は通常は童子であり、その事を示すため、童顔で、髪は結ばず少年の髪型にする。まれに美人仕立てもある。
また能の囃子方や地謡は黒の紋付か裃であるが、雛人形の五人囃子は裃姿の場合と素襖（すおう）姿の場合があり、侍烏帽子をかぶる。脇差を差す場合もある。関東では地謡が口開き、太鼓を口閉じにする事が多く、関西ではその逆にする事が多い。五人であえて色や文様を変える場合もある。「15人揃いの雛飾りでは中央に位置するため、主役の内裏雛に次いで上質の衣装とするのが業界の通例」だった。
雛道具
前述の四拍子と謡のみ
なお、関西では能の5人ではなく雅楽の楽士を並べる場合もあり、5人ないし7人からなる。「五楽人」の場合は向かって右から、羯鼓（かっこ・楽太鼓）、笙（しょう）、火焔太鼓（かえんだいこ）、篳篥（ひちりき・縦笛）、横笛（竜笛）の順に、「七楽人」の場合は絃楽器の2人が加わり、向かって右から、羯鼓、琵琶、笙、火焔太鼓、篳篥、横笛、和琴または箏の順に並べる。

#### 4段目：随身（ずいじん、ずいしん）

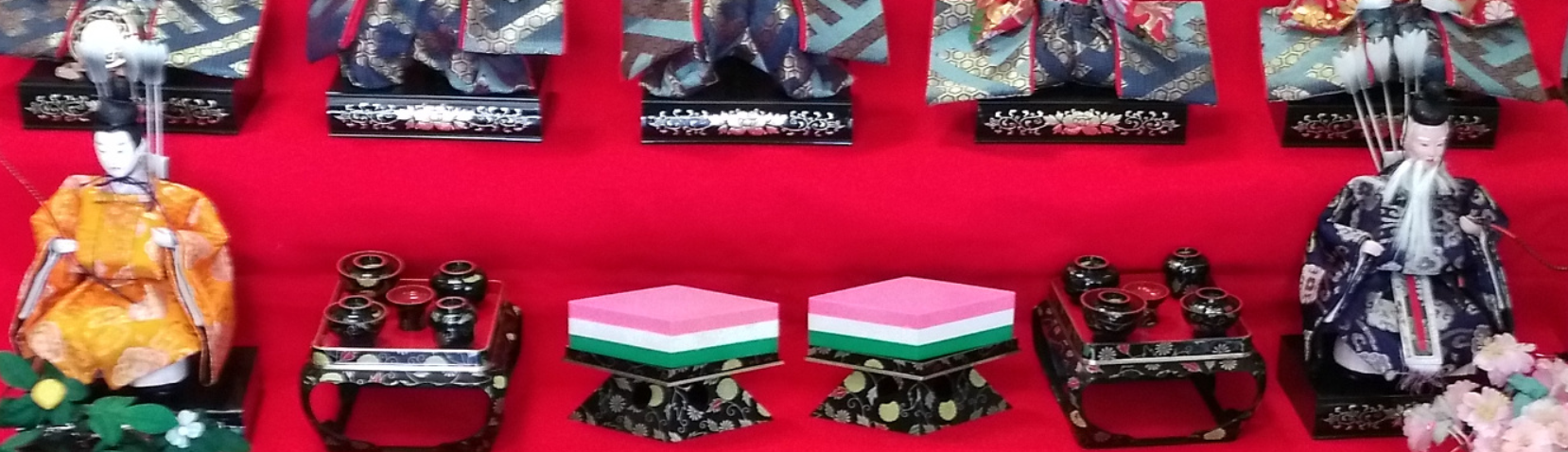
随身

貴人の警衛を行う「随身」を表す。ただし雛人形の衣装は実際の随身よりも高い身分が着るものであり、正しくは左近衛中将（さこんのちゅうじょう）、右近衛少将（うこんのしょうしょう）に相当するのではないかとされる。
また童謡『うれしいひなまつり』では「右大臣」とされるが、身分の高い大臣であれば三人官女より上にあるはずなので正しくは「随身」である。「この誤解は現在も継承」されており、雛壇飾りでは随身を矢大臣(やだいじん)、もしくは左大臣・右大臣と俗称で呼ぶ為、本項でもこれに習う。
配置
左を右よりも上位とする日本の伝統に従い、左大臣（向かって右に置く随身）を右大臣（向かって左に置く随身）よりも格上とし、これを示すため左大臣を年配、右大臣を若者にする。
姿
衣装は頭に冠、左手に弓、右手に矢を持ち、背中に胡簶(やなぐい)を身につける。右大臣の顔を白くし、左大臣の顔は色を付ける事が多い。『うれしいひなまつり』では「右大臣」が「赤い顔」だとしているが、以上の理由から正しくは左大臣である。
雛道具
左右の随身の間に菱餅と掛盤膳(かけばんぜん)を置く。菱餅は上から順に赤白緑の三色重ねで、それぞれ桃の花、雪、新緑を表すとされる。江戸時代には緑と白の2色だったが、明治44年の本にすでにこの3色が書かれている。

#### 5段目：仕丁（しちょう）もしくは衛士（えし）

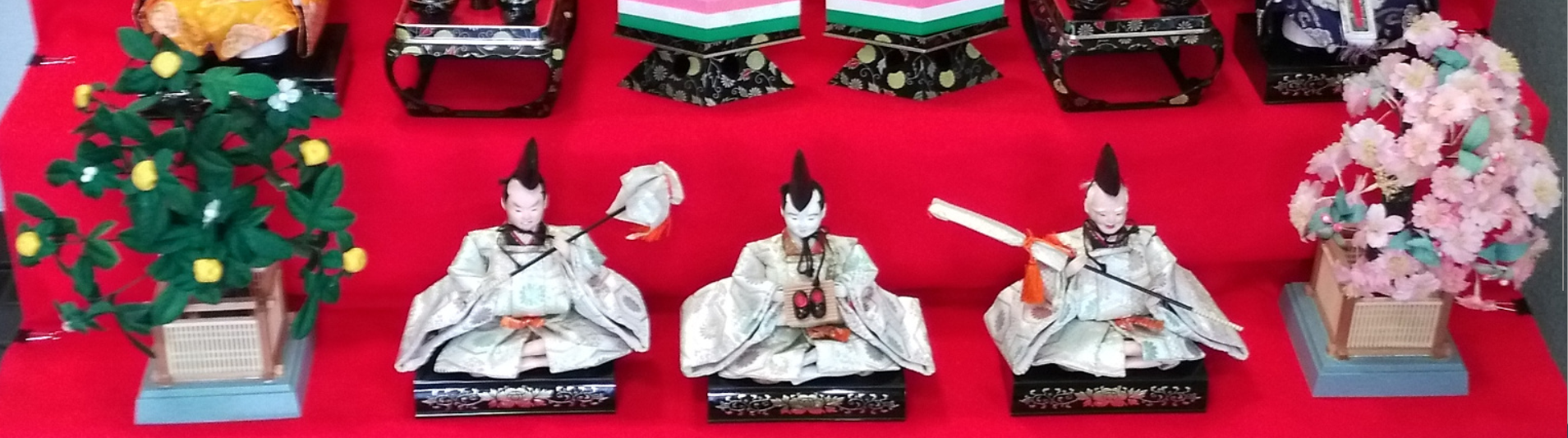
仕丁もしくは衛士

仕丁とは令制で「公民の成年男子に課せられた力役」。衛士とは令制で「衛門府、左右衛士府に配属された兵士」。雛人形の場合は宮中の雑務をこなす男性。
雛人形は通常３体で、その表情からそれぞれ「怒り上戸」、「泣き上戸」、「笑い上戸」の「三人上戸」とも呼ばれる。
配置
三人上戸の並べ方は向かって左から怒り、泣き、笑いの順。「袖の色のついた方を左右それぞれの外側になるように」人形を置くとするもの、左右の人形は外側の手をあげているのでそれを基準に並べるとするものもある。
姿
関東では「お出かけの世話」をするものが多く、向かって左の人形から順に台笠、沓台（くつだい）、立傘をもった人形を飾る。このうち台笠と沓台は男雛が使うもの、立傘は女雛が使うものなので、台笠と沓台が向かって左に来るのは男雛を向かって左に置く関東の習慣に合わせたものである。
京風のものでは「掃除」ないし「宴会」をしているものが多く、「掃除」のものでは持ち物として熊手、ちり取り、箒(ほうき)があり、向かって左からこの順番に人形に持ち物をもたせるとするものもあるが、どの人形がどれを持つか決まっていない、順番が違うものもあるとするものもある。「宴会」のものでは「杯・酒器などを手に、鍋や御馳走を囲む」。
雛道具
三人上戸の横には左（向かって右）に桜、右（向かって左）に橘を置く。これは紫宸殿の左近の桜、右近の橘を模したものである。

#### 6段目：嫁入道具揃(よめいりどうぐぞろい)

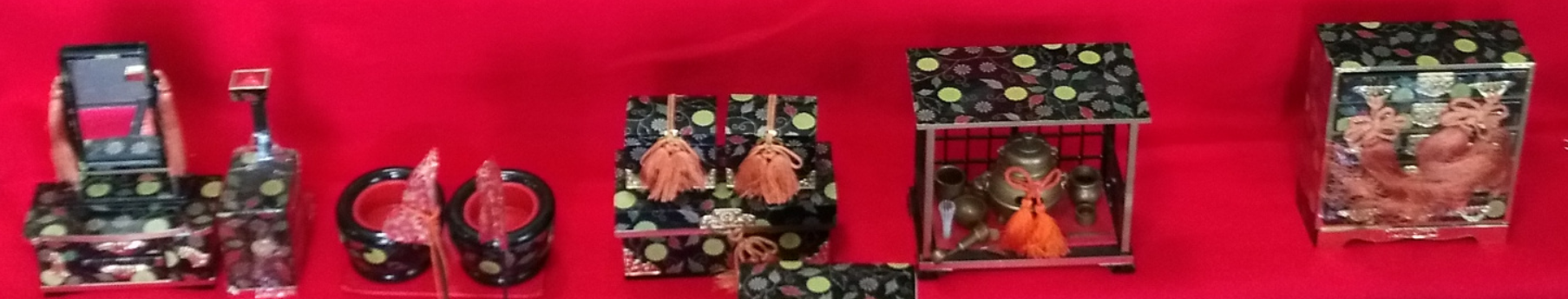
嫁入道具揃（向かって左から鏡台、針箱、火鉢、長持ち、茶道具、箪笥。表刺袋や挟箱はない）

六段目には「おおよそ上級武家の婚礼道具になぞらえた」、「大名格の武家で使われていた室内用品」を置き、これらは「嫁入道具揃」と呼ばれる。
具体的にはに箪笥（たんす）、長持（ながもち）、鏡台、針箱、表刺袋（うわざしぶくろ）、火鉢（ひばち）、茶道具を置く。表刺袋がなく、代わりに挟箱(はさみばこ)を置くものもある。

#### 7段目：御輿入れ道具(おこしいれどうぐ)

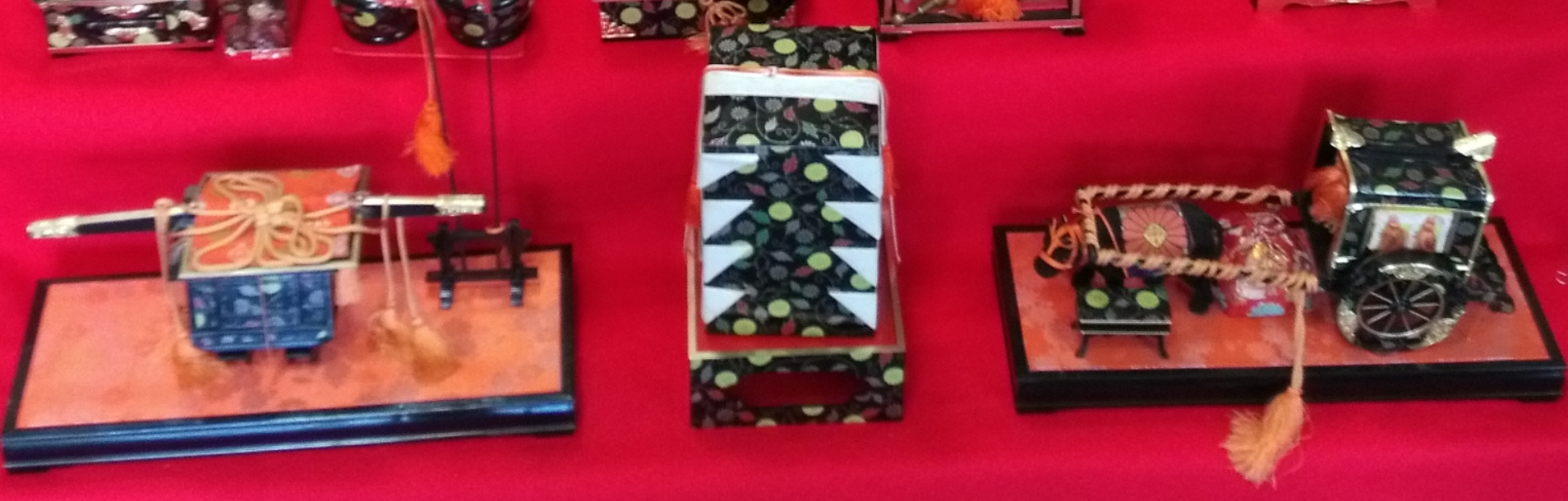
御輿入れ道具（向かって左から御駕籠、重箱、牛車）

七段目は「御輿入れ道具」と呼ばれ、「大名の姫君の御輿入れ」を置く。
具体的には中央に重箱を置き、左右に御駕篭（おかご）と牛車（ぎっしゃ、御所車（ごしょぐるま）とも）を置き、御駕籠のそばには立傘を２本立てる。
御駕篭と牛車の左右は厳密な決まりはないが、通常は向かって左に御駕篭を置く。

## 女雛の呼称に関して
童謡『うれしいひなまつり』では男雛と女雛を「お内裏様とお雛様」と呼ぶが、この呼称に関しては議論がある。
吉德の資料室長で日本人形玩具学会の代表委員である小林すみ江、大妻女子大学准教授で人形文化研究者の是沢博昭、および同志社女子大学の日本語日本文学科教授吉海直人によれば、男雛と女雛を「お内裏様とお雛様」と呼ぶのは童謡『うれしいひなまつり』から広まった誤用である。
小林と是沢によれば男雛と女雛一対で内裏雛（だいりびな）というのが正しく、「内裏雛」という表現は江戸前期からあったとする。また吉海は「お内裏様」は男雛のことではなく、天皇と后（を表す男雛と女雛）の一対を指すとしている。
古くは、福沢諭吉が明治15年に『帝室論』において「俗に云ふお内裏樣とて雛の棚の上段に奉るは、蓋し日本國中の至尊たる歴世の天皇と皇后との御兩體を表したるもの」と記しているほか、戦前には文化人の作品や学習指導要領において内裏雛を『一対』と表現しているものがみられる。
一方、武蔵大学人文学部教授で歴史学者の桃崎有一郎は、「女雛も合わせて「お内裏様」だ、という説が巷に溢れているようだが、それが誤りなのは明らか」としている。その根拠は日本文化では「建物の主を建物名で敬う慣習」であり、「内裏」の主は天皇である事から、「「内裏」は、人としては天皇だけを指し、女雛（皇后）を含めて「お内裏様」と呼ぶことはあり得ない」と独自の主張をしている。
また「お雛様」の呼称に関しても意見が分かれている。この呼称が女雛を指すわけではないという点では是沢と吉海は同意見であるが、是沢は「お雛様」は雛壇の人形全てを指すとしているのに対し、吉海は「男雛女雛一対の人形のこと」としている。
サトウハチローの次男でサトウハチロー記念館の館長の佐藤四郎によれば、『うれしいひなまつり』を作詞したハチロー自身はこれらを誤りだと認識しており、それゆえ「自分の作品の中で一番嫌っ」ており「できることなら、この歌を捨ててしまいたい」と考えていたという。
なお、公家の筆頭を自負していた摂関家の近衛家には、そもそも「内裏雛」という呼称そのものが誤りであるという説があった。幕末に関白を務め、明治中期まで健在であった近衛忠煕によれば「内裏雛は天子様（=天皇）を象った物とされるが、天子様は神であり、そのお姿を写すのは不敬であるので天子様であろうはずはない。あの人形は公家を象った物に相違なく、ならば公家の筆頭である近衛家の人間がそんな物を檀上に飾って下から仰ぎ見なければならない道理はない」ということで桃の節句に雛壇を設けず、緋毛氈を畳に敷き、その上に雛人形を並べていた。ただし、忠熙の没後は近衛家でも普通に雛壇の上に飾るようになったという。

## 雛人形の生産地・販売地
関東地方に集中しており、生産地としては埼玉県鴻巣市の伝統工芸品である鴻巣雛が有名。また栃木県佐野市も小規模ながら生産店が存在する。
販売に関しては全国の商業施設で販売されて橋など）が有名で、「人形の久月」「秀月」「吉徳大光（「顔が命の〜」のCMキャッチコピー）」といった専門店がある。これらの店舗は毎年正月から2月ぐらいにかけテレビCMを放映する。ちなみに雛人形と共に手掛ける五月人形も3月3日以降にCMを放映する。

## 様々な雛祭り

### 飾り方・人形・時期

#### 流し雛

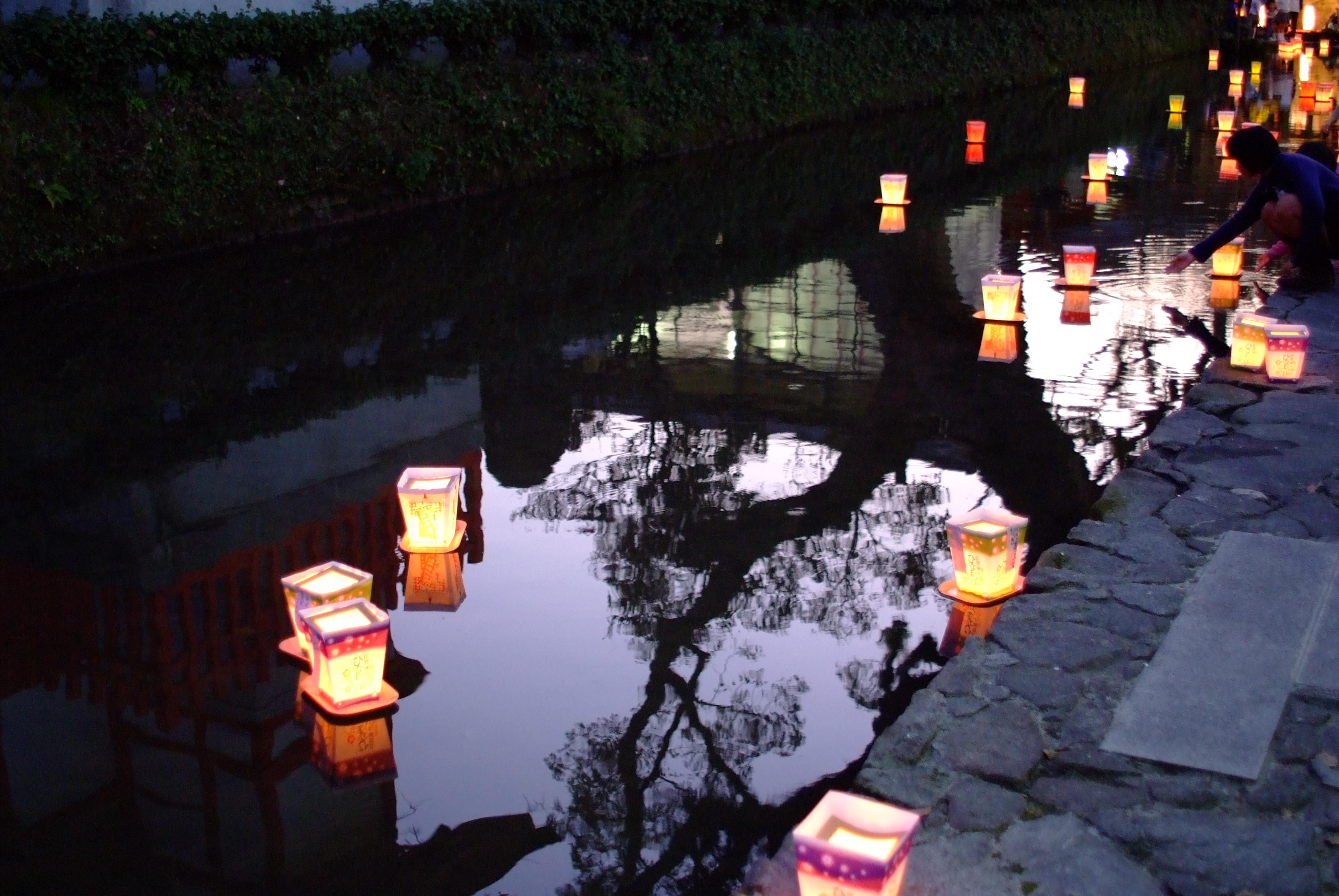
佐嘉神社の雛流し

雛祭りに雛人形を川や海に流す行事。雛人形の起源の一つとして、日本に伝わって草や藁など作った人形（ひとがた）に穢れや災いを移して川や海に流す風習があり、これが現在に残ったもの。

#### 野遊び
江戸時代、3月3日に四方を見渡せる山の上へ雛人形を持って行く、雛の国見せが流行した。家族そろって重箱にごちそうを詰めて、『野遊び』『山遊び』『磯遊び』が行われた。この時の名残が、ちらし寿司、携帯食の雛あられ、磯で拾った蛤で作ったお吸い物である。
地域によっては雛祭りの近辺に「子供たちが野外に出て終日遊び共同飲食する風習」がある。長野県南部や千葉県の一部地域では、「雛人形を野外に据えて遊ばせ、その別離を惜しむ風習」もある。

#### 吊るし雛
「吊るし飾り」とも。布に綿を詰めた人形や飾りを吊るして飾るもの。全国でも珍しく、福岡県柳川市のさげもん、静岡県東伊豆町稲取地区の雛のつるし飾り、山形県酒田市の傘福が「日本三大つるし飾り」と称される。
「衣食住に困らないように」との願いを込めて飾られ、市販の「つるし飾り台」に飾ることが一般的で、雛人形とともに飾ることが多い。
いずれの地域でもその起源は江戸時代末期だと考えられており、当時庶民には通常の雛人形は高価であったことから、自作した人形を吊るし雛にしたものと思われる。

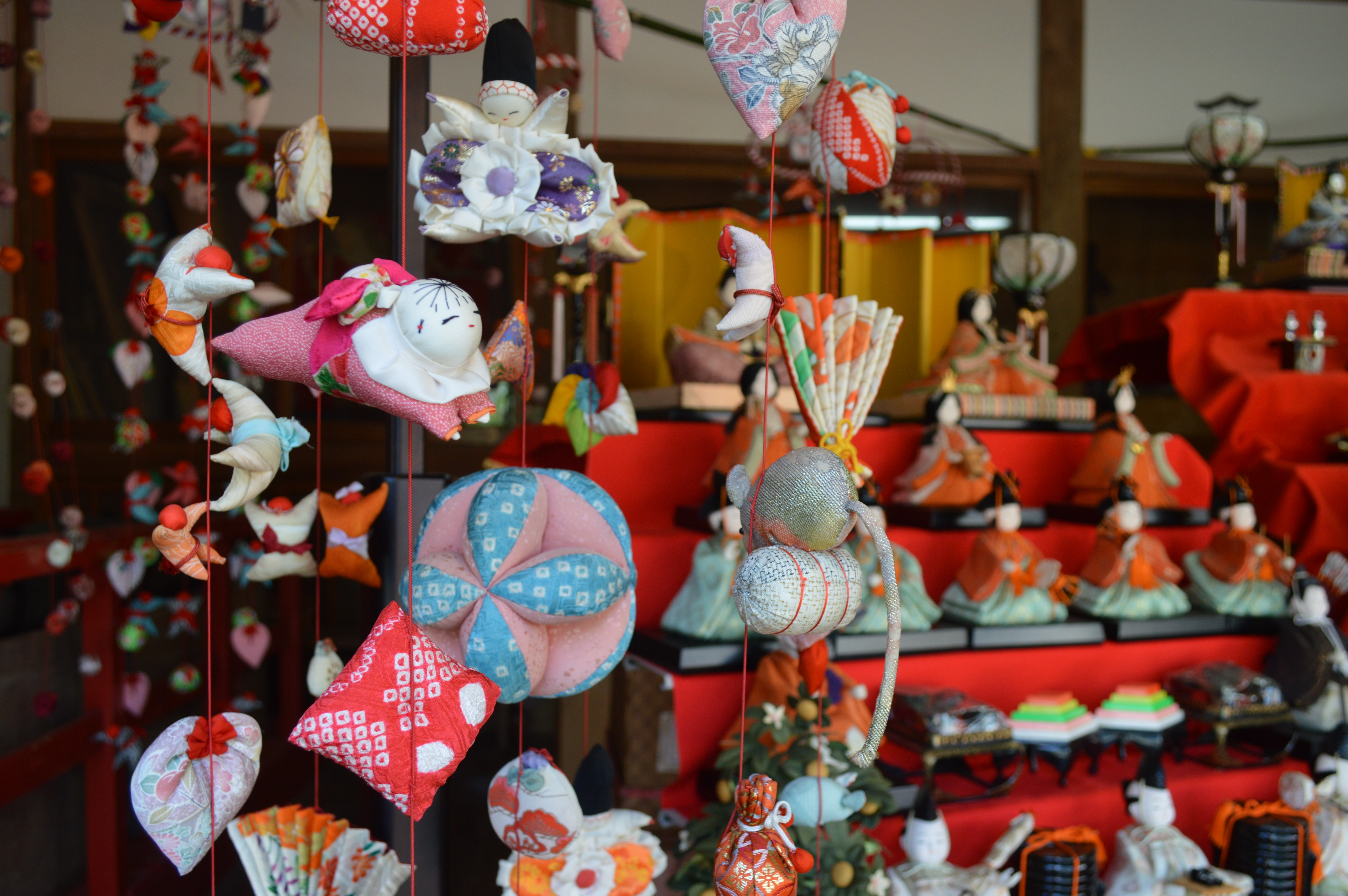
雛のつるし飾り
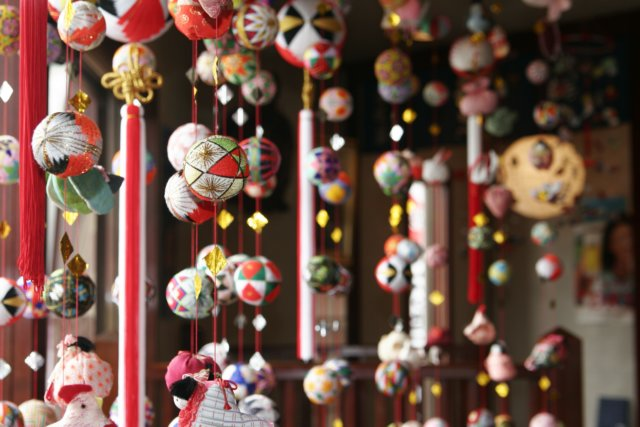
さげもん

#### 御殿飾り

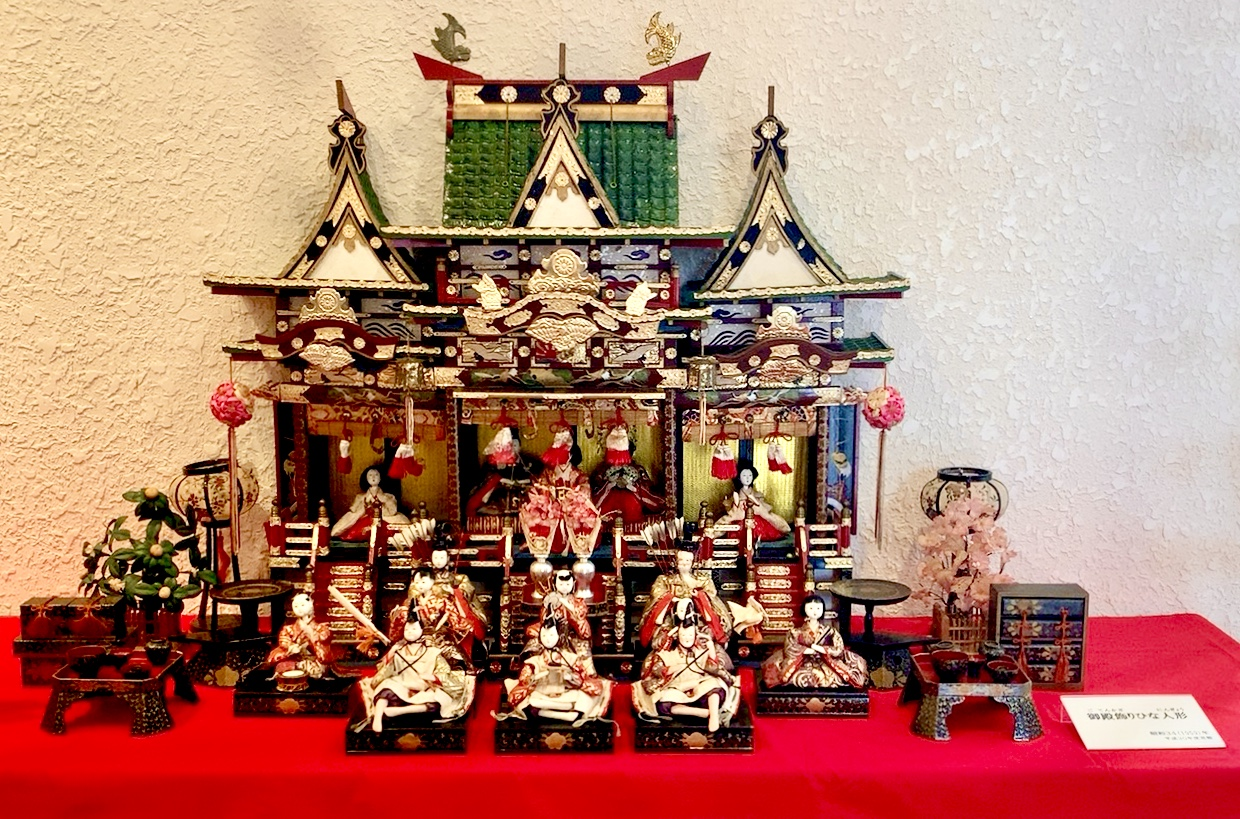
御殿飾り

江戸では上述したような「段飾り」が発展したのに対し、上方では御殿飾りという飾り方が発展した。これは建物の中に内裏雛を置き、官女、仕丁、随身などがそれぞれの役目を果たしている様子を添え飾るもので、御殿を紫宸殿に見立てて桜と橘も飾る。
「大正末から昭和時代初期にかけて、御殿飾りは京阪地域の都市部を中心に」広がり、戦中戦後の混乱で一旦衰退したものの、「関⻄から西日本一帯にかけてきらびやかな御殿飾りが流⾏」する。しかし「昭和30年代中頃には百貨店や人形店などが頒布する一式揃えの段飾り雛に押されて姿を消し」た。

#### 天神飾り

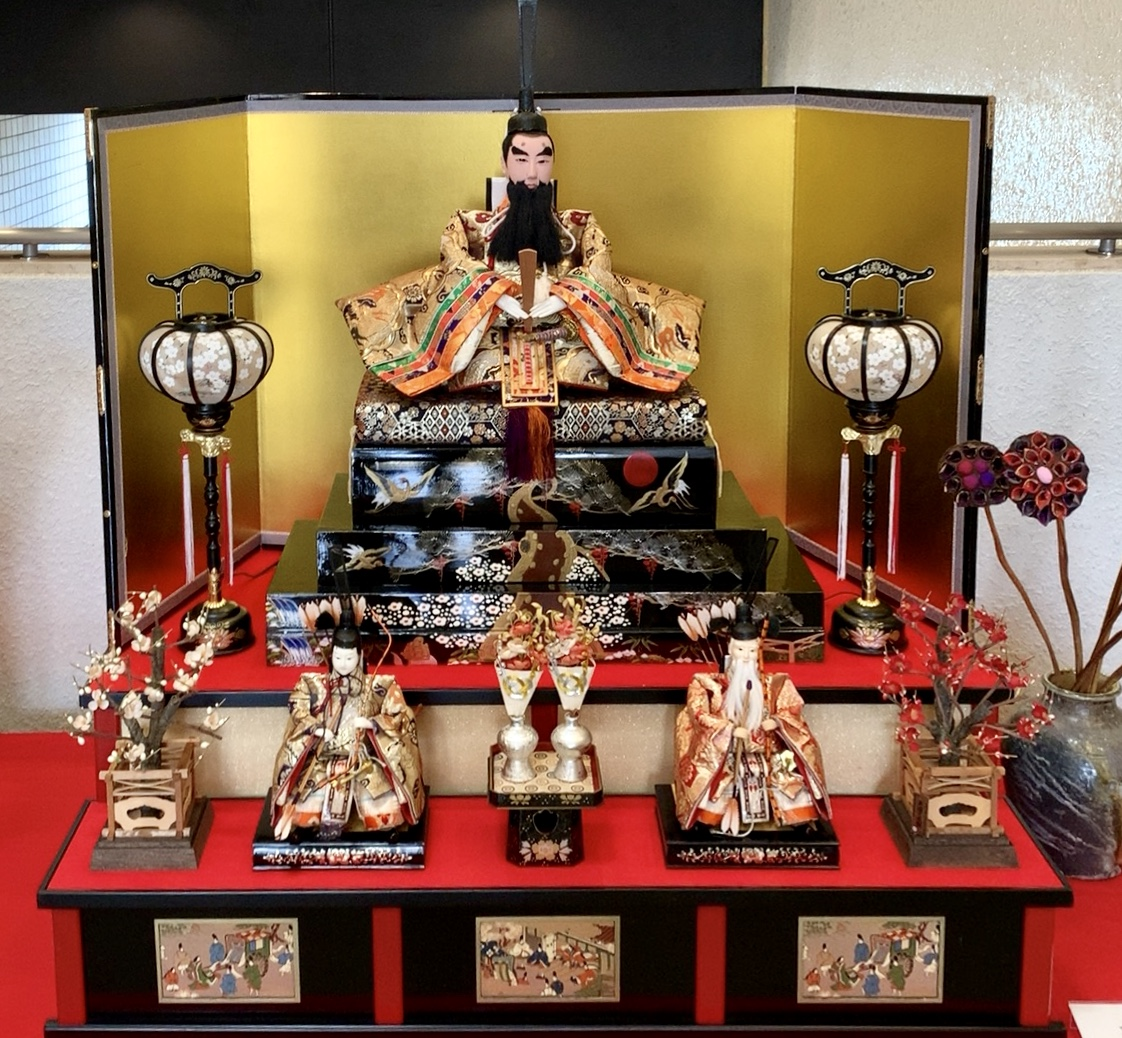
天神飾り

志太榛原地方では、男児に天神人形（菅原道真の人形）を贈る習慣がある。天神人形を飾ったものを天神飾りという。

#### 百歳雛・後の雛
共白髪となった男雛と女雛を百歳雛（ももとせびな）といい、「江戸時代から健康と長寿を祝う人形とされて」きた。今日では還暦や米寿のお祝いとして用いられる。
また重陽の節句の際に雛人形を虫干しを兼ねて再び飾り、不老長寿や厄除けを願う風習を「後の雛（のちのひな）」といい、江戸時代に庶民の間に広がった。

#### 人形メーカーの追加
人形メーカーが以下を追加した雛段飾りがある：
- 久月：三人官女の代わりに三賢女（紫式部、清少納言、小野小町）、歌人（柿本人麻呂、菅原道真）[82][83] [84]
- 吉徳：能の鶴亀のツレ[85]。昭和56年に誕生[86]

#### 八朔に行われる雛祭り
兵庫県たつの市御津町室津地区と香川県三豊市仁尾町では3月3日ではなく八朔（旧暦8月1日）に雛祭りが行われる。
室津地区のものは「八朔のひな祭り」と呼ばれ、 永禄9年（1566年）に室山城主浦上政宗の次男清宗と志織姫との祝言の際に敵の急襲を受けて政宗と清宗が討ち死にした（姫の生死は不明）事から３月３日の雛祭りを八朔まで延ばしたとされる。戦後途絶えていたが、2002年に復活し、毎年催し物が開かれている。
仁尾町のものは「仁尾八朔人形まつり」と呼ばれ、1579年の3月3日に「仁尾城の城主だった細川頼弘が、長宗我部元親の侵攻を受けて落城」した事から3月3日を避けて八朔に雛祭りを祝うようになった。一時は廃れたが、1998年に復活し、毎年旧暦8月1日に実施されている

### 地域ごとの雛祭り
各地で、大量に雛人形飾りを公開したり、特色ある飾りを飾ったり、少年少女、又は成人の男女が雛人形に扮したりする祭り等が、この期間中に開催される。
| 名称                   | 場所                 | 時期                              | 備考                                                             |
| ---------------------- | -------------------- | --------------------------------- | ---------------------------------------------------------------- |
| ひな飾りと桃の花まつり | 山梨県甲州市甘草屋敷 | 2月から4月                        | 吊るし雛を飾る                                                   |
| ビッグひな祭り         | 徳島県勝浦郡勝浦町   | 2月から3月                        | ピラミッド状に雛壇を飾る                                         |
| 鴻巣びっくりひな祭り   | 埼玉県鴻巣市         | 3月上旬                           | 伝統工芸品である鴻巣雛を巨大な「ピラミッドひな壇」に飾る         |
| 百段階段でひなまつり   | 茨城県久慈郡大子町   | 3月3日、又はその直前の土日に年1日 | 十二所神社参道「百段階段」に多くの雛人形を飾る                   |
| 可睡斎ひなまつり       | 静岡県袋井市         | 1月から3月                        | 可睡斎に約1200体の雛人形が32段の雛壇に飾られる。                 |
| 段々ロングな雛まつり   | 山形県村山市         | 3月                               | 2004年より開催。全国各地より寄贈された雛人形を長いひな壇に展示。 |

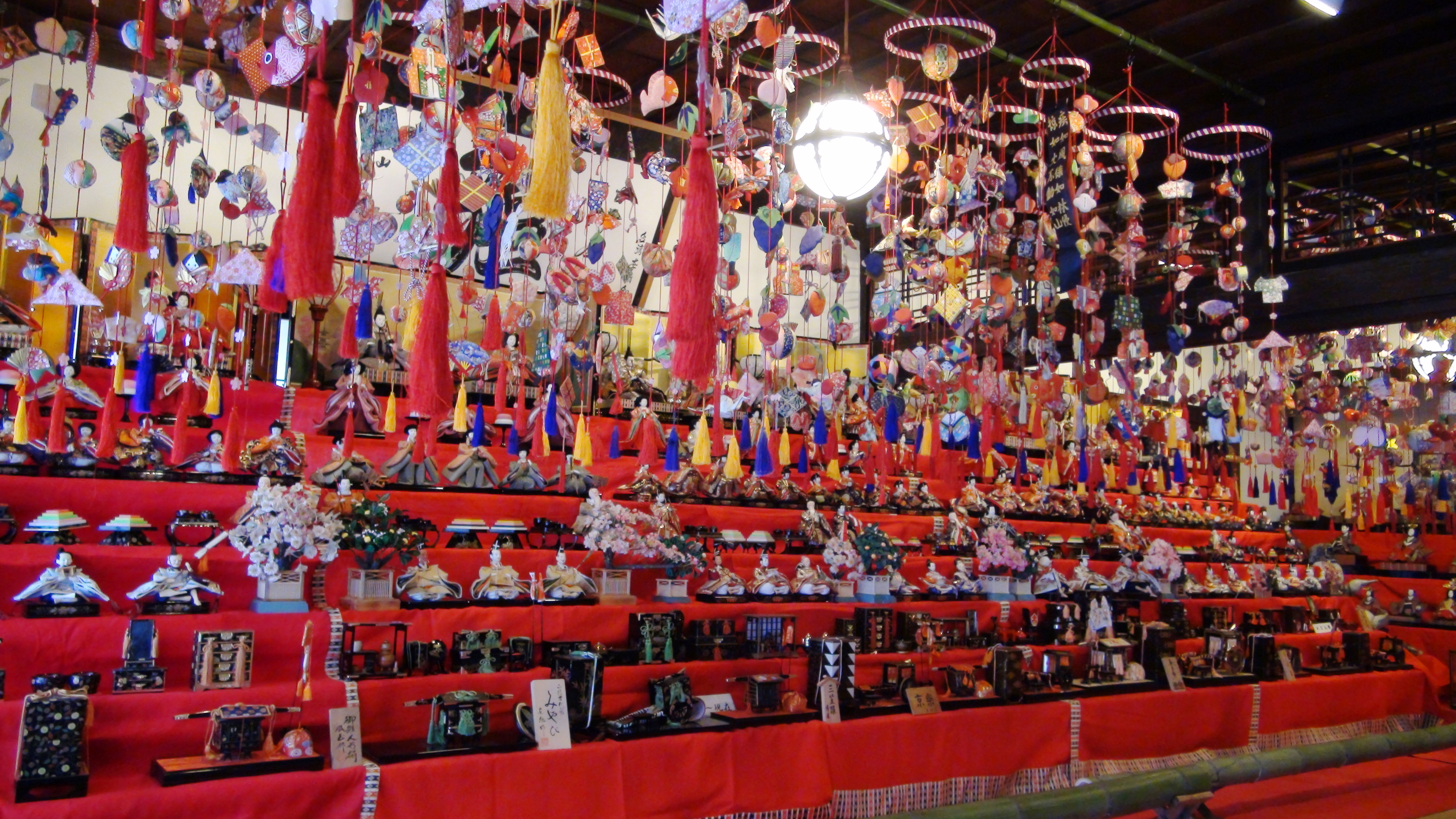
甘草屋敷の「ひな飾りと桃の花まつり」
鴻巣びっくりひな祭り
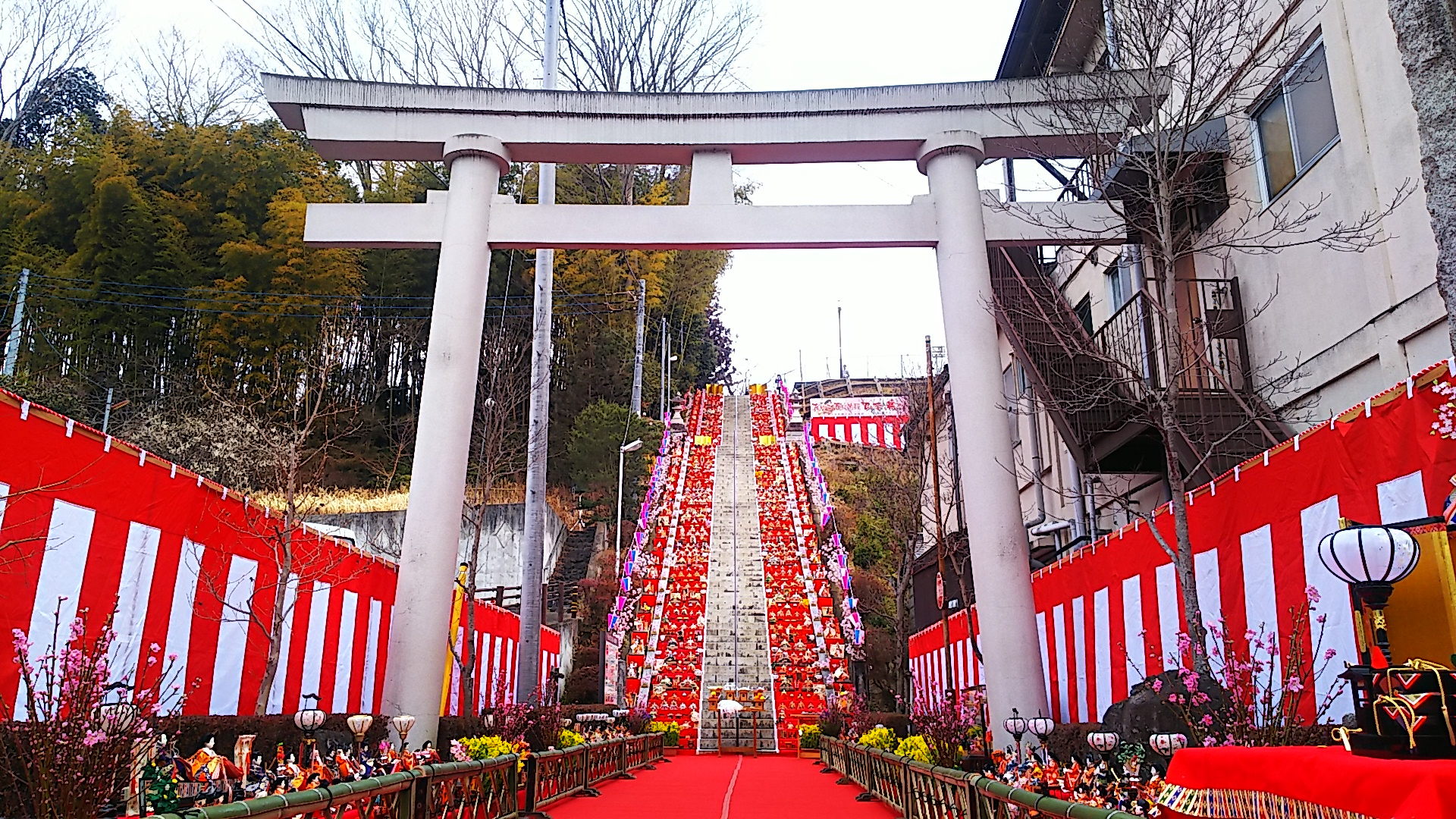
茨城県大子町の「百段階段でひなまつり」
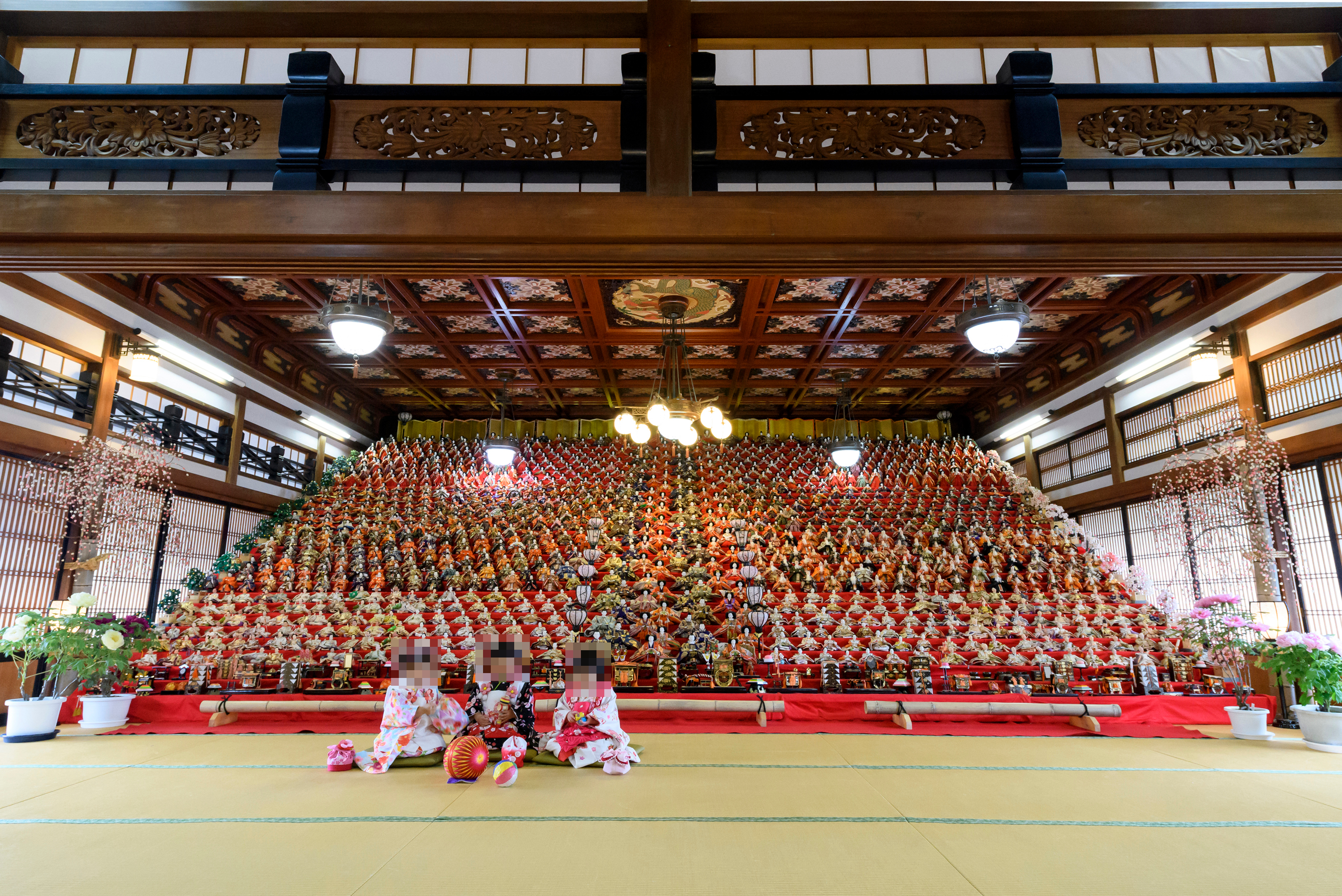
静岡県袋井市の「可睡斎ひなまつり」

## 歴史

### 起源
雛人形の起源には以下のものがある：
- 古代中国には上巳の日（3月最初の巳の日）に川で身を清める風習があり[2]、これが日本に伝わって草や藁など作った人形（ひとがた）に穢れや災いを移して川や海に流す風習と融合した[2][19]。
- 平安時代に上流階級の子女の間には[2]小さな紙人形でままごと遊びをする[19]「ひいな遊び」があった。なお「ひいな」はサンスクリット語で「小さい」という意味の「ヒナ」が語源だと思われる[93]。
- 貴族の間で「幼児の守りとしてその枕もとにおいた「形代（かたしろ）」の一種」[94]である「天児」（あまがつ）、同様の目的で用いられた[94]「這子（ほうこ）」も作られた。天児・這子は後の「立雛」の起源になった[2]。

室町時代に現在の雛人形の原形ともいえる「立雛」が登場。現在のものと同様、雛が座っている「室町雛」も室町時代に登場。

### 近世
雛人形主体の節句の歴史は「案外に新しく」、江戸時代初頭に記録に現れ始め、寛文移行に雛祭りが定着。一般化したのは明治以降である。江戸中期ころまでは雛祭りは「雛遊び」と呼ばれていた。「雛人形」という名称も江戸時代に生まれた。
雛壇は江戸初期には平壇だったが、宝暦・明和年間に2、3段、安永年間に4、5段、幕末に7、8段となり、十五人揃いの雛飾りも江戸末期に定着。
雛人形は江戸時代初期には「ひいな」の名残を残す立った形の「立雛」だったが、寛永時代の「寛永雛」の頃からは紙雛の面影を残しつつも立体化。享保時代には寛永雛をさらに高級化した「享保雛」が登場。「高さ約45センチから、時には60センチ以上」もある大きなもので衣装は中国の影響が見られる。寛永雛は華美であるとして幕府に規制される。
江戸幕府はこれ以降も華美な雛人形に対ししばしば製作の禁令を出した。寛政の改革で規制されたときには、規制を逆手に取り「芥子雛」と呼ばれる精巧を極めた数cmほどの雛人形が流行したが、これも規制される。
京都生まれの岡田次郎左衛門が宝暦2年に江戸へ下り、典雅な「次郎左衛門雛」が普及した。「写実的な傾向をたどってきた内裏雛に、復古的な典雅さをもちこんだ次郎左衛門雛の清新さが、江戸の人気を独占し、宝暦から明和、安永、天明、寛政年間まで、約30年の間にすっかり代表的な江戸雛の位置を確保した」。
江戸後期には「公家などで、有職の間違いを訂正し、宮中の雅びな装束を正確に再現」した「有職雛」が登場。

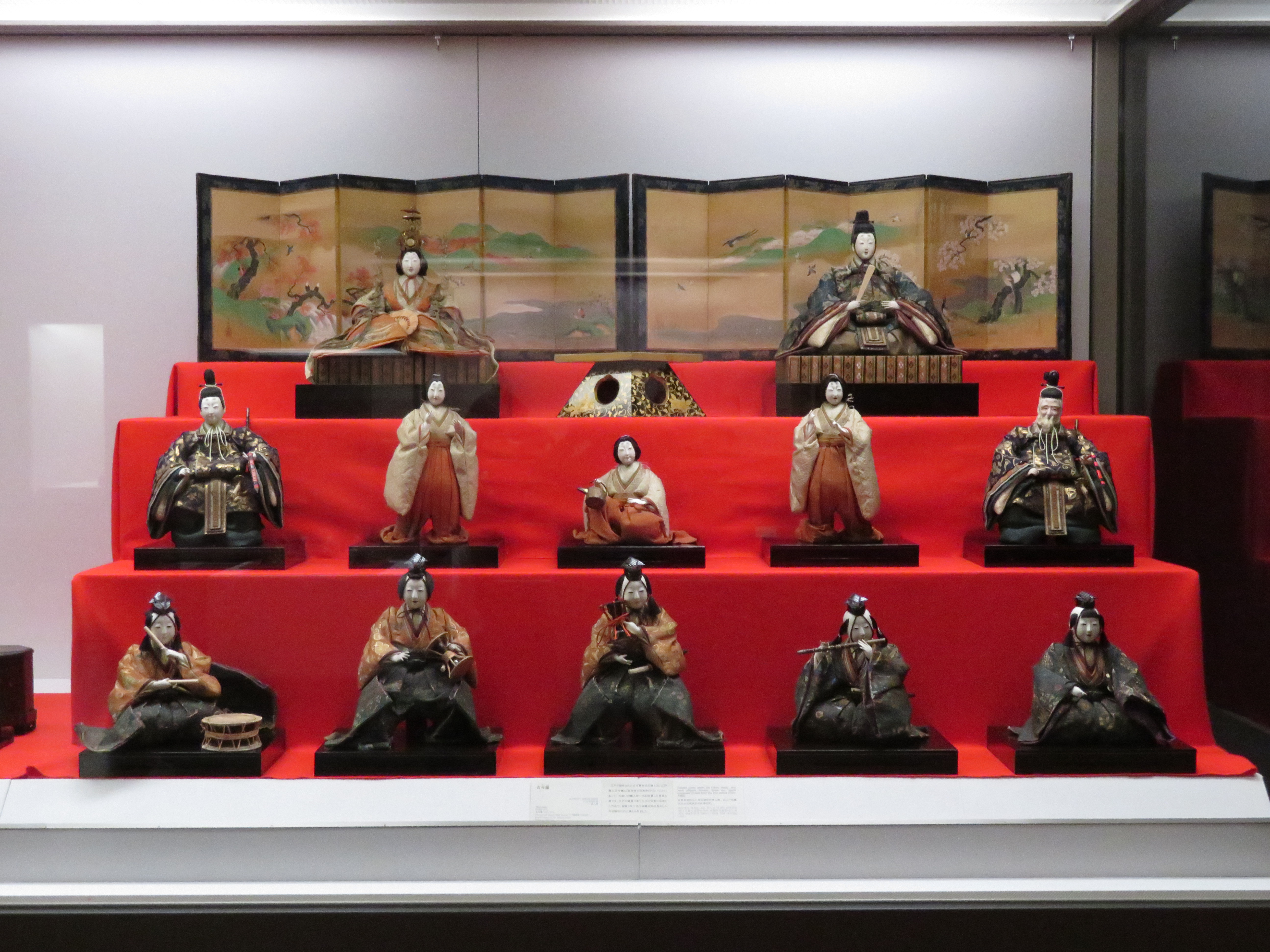
古今雛 日比谷家伝来

次郎左衛門雛とともに人気があったのは古今雛で、文化の中心が京都から江戸に移ったのちに江戸で成立した。古今雛は有職雛と違い「有職にとらわれない華やかな装束」をまとった「写実性の高い身体表現」が特徴である。「現在の雛人形はこの古今雛にかたどってつくられている」  。

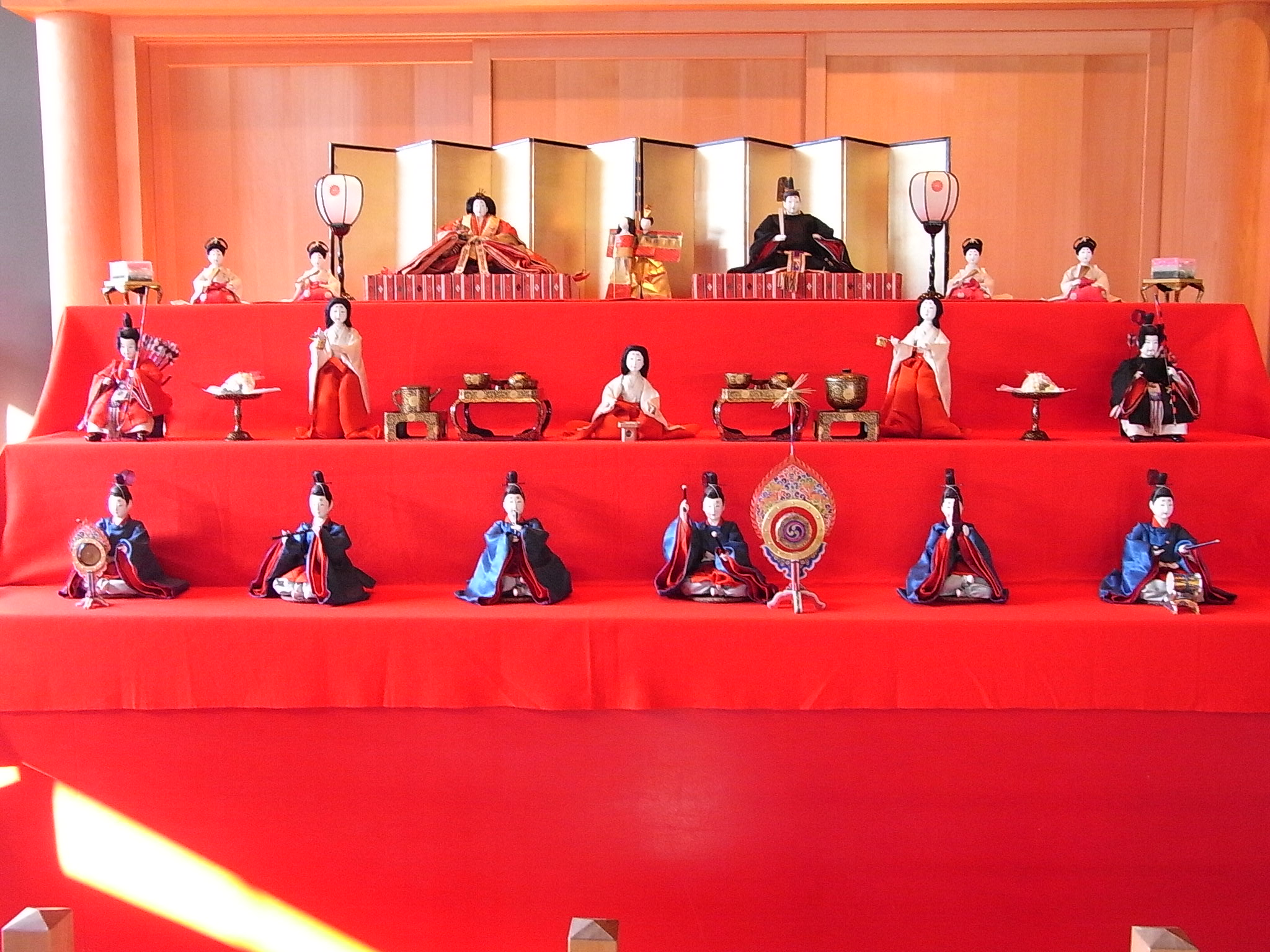
東園佐和子の御雛人形（明治神宮神楽殿にて 2009年3月2日撮影）
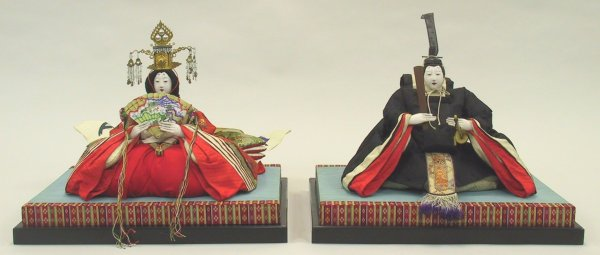
雛人形、女雛は天冠、男雛は立纓冠を着用（江戸時代、遠山記念館所蔵）
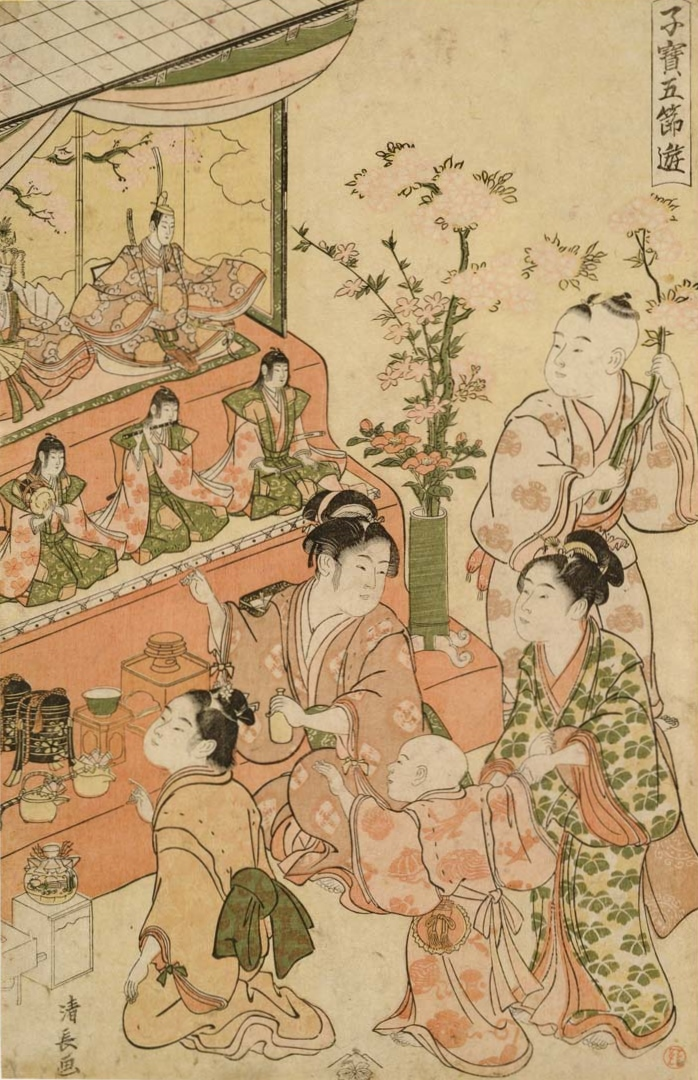
2段目に囃子人形を配した3段飾り。女雛は天冠、男雛は立纓冠（鳥居清長「子宝五節遊 - 雛遊」 18世紀）
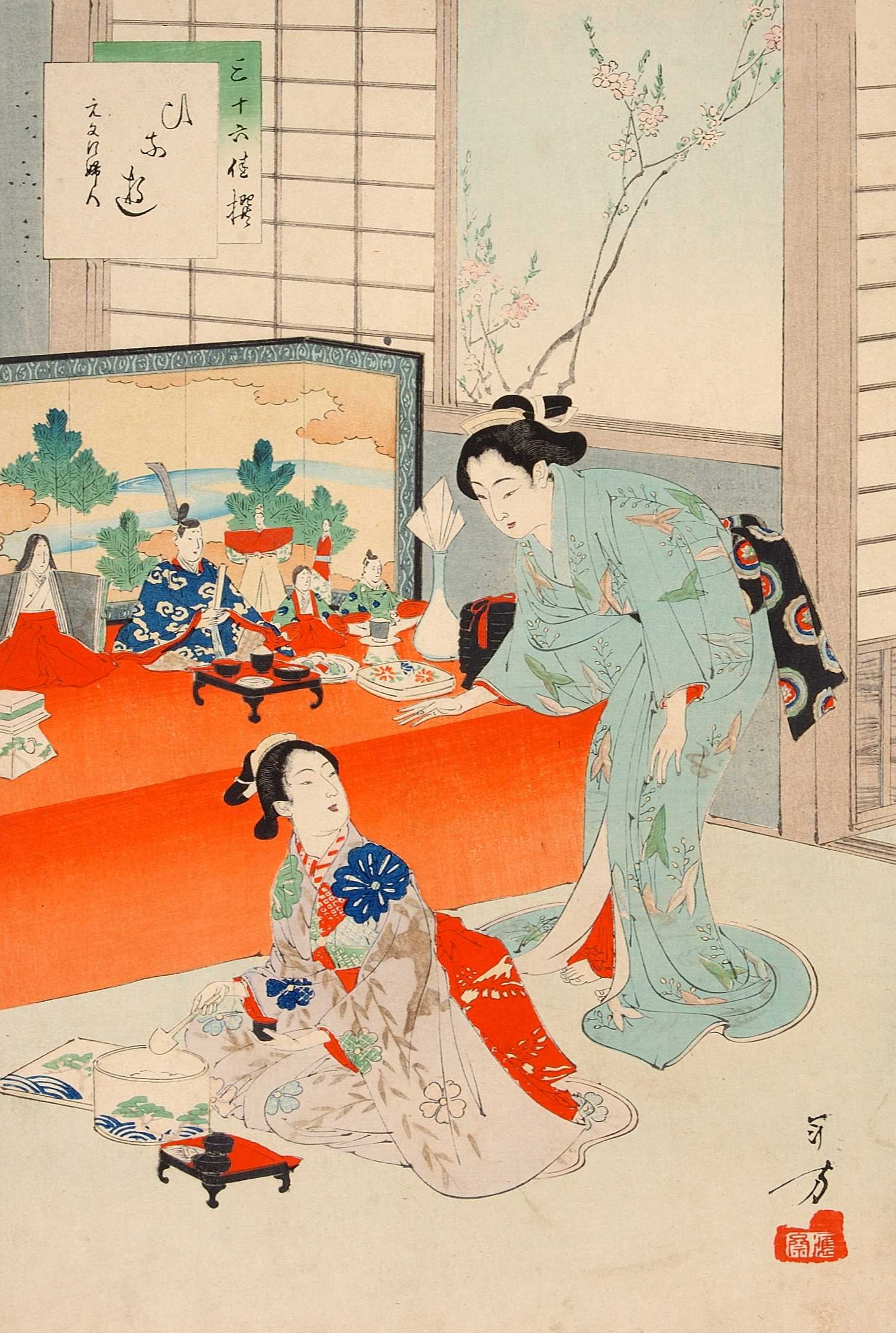
ひな遊 文久頃婦人（三十六佳撰）

### 現代
現代では住宅事情や収納などを考えて三段飾りが主流になっている。
2021年に経済産業省が発表した「2020年工業統計調査」によれば、2019年度において国内全体の「節句人形、ひな人形」は83か所の事業所で製造されており、全体の出荷額は約88億9400万円である。このうち、出荷額が公表されている府県は埼玉県、静岡県、愛知県、京都府であり、このうち最も出荷額が多い府県は埼玉県で、約43億8900万円である。これは、2番目に出荷額の多い愛知県の出荷額（約5億9500万円）の約7.4倍にあたる。埼玉県内の主な産地は、さいたま市岩槻区と鴻巣市である。

## 雛祭りを歌った楽曲
- うれしいひなまつり（童謡、作詞：山野三郎（サトウハチロー）、作曲：河村直則（河村光陽）、1936年、ポリドール）
- ひなまつり（童謡、作詞：海野厚、作曲：三宅延齢／中山晋平。同じ詞に2つの曲がつけられた。中山晋平版は1929年に平井英子が歌いビクターからレコード発売した。
- おひなまつり（童謡、作詞：斎藤信夫、作曲：海沼実）
- ひなまつり（童謡、作詞：斉木秀男、作曲：三宅延齢）
- ひなまつりの歌（童謡、作詞：与田準一、作曲：河村光陽）
- おひなさま（絵本唱歌、作者不明）
- たのしいひなまつり（童謡、作詞：吉岡治、作曲：越部信義）
- 血塗られたひな祭り（ロック、作詞・作曲：鈴木研一、歌：人間椅子）
- ミニモニ。ひなまつり!（J-POP、作詞・作曲：つんく♂、歌：ミニモニ。）
- 雛祭（文部省唱歌、作者不明）
- ひなまつり（文部省唱歌、作詞：林柳波、作曲：平井康三郎）
- 雛祭り（童謡、作詞：林柳波、作曲：本居長世）
- ひなまつり（童謡、作詞：水谷まさる、作曲：小松清）
- 雛祭の宵（ひなのよい、童謡、作詞者不詳、作曲：長谷川良夫）
- 雛の宵（長唄、作詞：松正子（松本白鸚夫人）、作曲：今藤政太郎）
- 雛の宵（清元）
- 雛奉（己龍）